# Integral de Fresnel

S(x) i C(x). El màxim de C(x) és 0,977451424. Si s'utilitza πt²/2 en comptes de t², llavors la imatge estaria escalada verticalment i horitzontalment.

Les integrals de Fresnel, S(x) i C(x), són dues funcions transcendentals anomenades així en honor d'Augustin-Jean Fresnel i que són emprades en camps que es basen en equacions d'ones, com ara l'òptica. Tenen el seu origen en realitzar l'anàlisi de fenòmens de difracció de Fresnel en el camp proper, i es defineixen segons les següents expressions integrals:
{\displaystyle S(x)=\int _{0}^{x}\sin(t^{2})\,dt}
{\displaystyle C(x)=\int _{0}^{x}\cos(t^{2})\,dt}
Els gràfics simultanis paramètrics de S(x) i C(x) són una espiral de Cornu, o clotoide.

## Definició

Integrals normalitzades de Fresnel, S(x) i C(x). En aquestes corbes, l'argument de la funció trigonomètrica és πt²/2, a diferència de t² en l'exemple previ.

Les integrals de Fresnel admeten les següents expansions en sèrie de potències que convergeixen per a tot x:
{\displaystyle S(x)=\int _{0}^{x}\sin(t^{2})\,dt=\sum _{n=0}^{\infty }(-1)^{n}{\frac {x^{4n+3}}{(4n+3)(2n+1)!}}}
{\displaystyle C(x)=\int _{0}^{x}\cos(t^{2})\,dt=\sum _{n=0}^{\infty }(-1)^{n}{\frac {x^{4n+1}}{(4n+1)(2n)!}}}

### Definicions alternatives
Alguns autors utilitzen {\displaystyle \pi t^{2}/2\,} com a exponent de les integrals que defineixen a S(x) i C(x), el que es coneix com convenció d'Abramowitz i Stegun, o integrals normalitzades de Fresnel. Per tal d'obtenir les mateixes funcions cal multiplicar la integral per {\displaystyle {\sqrt {2/\pi }}} i dividir l'argument x pel mateix factor.

## Espiral de Cornu

Espiral de Cornu (x,i)=(C(t), S(t)). L'espiral convergeix al centre dels dos remolins extrems de la imatge, a mesura que t tendeix a més infinit i menys infinit.

L'espiral de Cornu, o espiral d'Euler, també coneguda com a clotoide, és la corba que té les equacions paramètriques donades per S(t) i C(t). L'espiral de Cornu va ser creada per Marie-Alfred Cornu com un nomograma per als càlculs de difracció òptica.
Atès que:
{\displaystyle C'(t)^{2}+S'(t)^{2}=\sin ^{2}(t^{2})+\cos ^{2}(t^{2})=1}
en aquesta parametrització el vector tangent té longitud unitat i t és la longitud d'arc mesurada a partir de (0,0) (inclòs el signe), del que es dedueix que la corba té una longitud infinita.
A part d'això, l'espiral de Cornu té la propietat de que la seva curvatura en qualsevol punt és proporcional a la distància al llarg de la corba mesurada des de l'origen. Aquesta propietat fa que sigui útil com a corba de transició en el traçat d'autopistes o ferrocarrils, ja que un vehicle que segueixi aquesta corba a velocitat constant tindrà una acceleració angular constant. Igualment les seccions d'aquesta espiral-clotoide són emprades normalment en muntanyes russes pel que algunes voltes completes conegudes com "loops" són "clotoides".

## Propietats
- C(x) i S(x) són funcions imparelles de x.
- Utilitzant les expansions en sèries de potències indicades prèviament, es poden estendre les integrals de Fresnel al domini dels nombres complexos, obtenint d'aquesta manera funcionis analítiques d'una variable complexa. Les integrals de Fresnel es poden expressar utilitzant la funció error mitjançant les següents expressions:[6]

{\displaystyle S(x)={\frac {\sqrt {\pi }}{4}}\left({\sqrt {i}}\,\operatorname {erf} ({\sqrt {i}}\,x)+{\sqrt {-i}}\,\operatorname {erf} ({\sqrt {-i}}\,x)\right)}
{\displaystyle C(x)={\frac {\sqrt {\pi }}{4}}\left({\sqrt {-i}}\,\operatorname {erf} ({\sqrt {i}}\,x)+{\sqrt {i}}\,\operatorname {erf} ({\sqrt {-i}}\,x)\right)}
- Excepte en casos especials no és possible avaluar les integrals que defineixen C(x) i S(x) en forma tancada. Els límits d'aquestes funcions quan x tendeix a infinit són:[7]

{\displaystyle \int _{0}^{\infty }\cos t^{2}\,dt=\int _{0}^{\infty }\sin t^{2}\,dt={\frac {\sqrt {2\pi }}{4}}={\sqrt {\frac {\pi }{8}}}}

## Valors particulars
- {\displaystyle S(0)=C(0)=0\,}
- {\displaystyle S(\infty )=C(\infty )={\frac {\sqrt {2\pi }}{4}}}